# زلدا ویلیامز
زلدا ویلیامز (انگلیسی: Zelda Williams؛ زادهٔ ۳۱ ژوئیهٔ ۱۹۸۹) بازیگر، کارگردان، تهیه‌کننده و نویسنده آمریکایی است. او دختر بازیگر و کمدین رابین ویلیامز و تهیه‌کننده و بشردوست مارشا گریس ویلیامز است.
از فیلم‌های معروف او می‌توان به فیلم نه ماه، خانه دی و لیزا فرانکنشتاین اشاره کرد.